# Щепкин, Дмитрий Михайлович
Дмитрий Михайлович Щепкин (20 сентября [2 октября] 1817, Москва — 12 [24] декабря 1857, Малага, Андалусия) — русский филолог, старший сын артиста Михаила Семёновича Щепкина.

## Биография
Родился 20 сентября (2 октября) 1817 года в Москве, из вольноотпущенных. В качестве вольнослушателя посещал физико-математическое отделение философского факультета Московского университета, которое в 1836 году он окончил  со степенью кандидата. Не найдя места учителя гимназии, поступил наставником в частный дом.
В 1842 году после защиты в Московском университете диссертации «Теория предварения равноденствия и колебания земной оси» получил степень магистра.
В 1844 году с семьёй, в которой он был учителем, выехал в Италию, где занялся изучением истории искусств. Выучив итальянский язык, перевёл на него свою статью «Несколько слов о Сикстинской Мадонне», напечатанную затем в журнале Турина. Был знаком с герцогом Серро ди Фалько, получал от него советы по греческой и арабской архитектуре. Зимой переехал в Париж: посещал Лувр, брал уроки французского и английского языков, изучал археологию и мифологию.
В 1845 года переехал в Берлин, где посещал лекции в университете, брал уроки греческого языка, изучал египетские и индийские древности, знакомился с санскритом. Из-за событий 1848 года занятия в Берлинском университете пришлось прервать и летом 1849 года он вернулся в Москву. Его учёные заслуги не были признаны; кроме того, прогрессировала чахотка, поэтому с весны 1852 года последние пять лет своей жизни Д. М. Щепкин провёл в южной Франции и в Испании.
Филологический труд «Об источниках и формах русского баснословия» издан после смерти автора; большой объём материала не получил должной научной обработки.
Летом 1858 года был перезахоронен родными в Москве на Даниловском кладбище.

## Избранные труды
- Щепкин Д. М. Теория предварения равноденствий и колебания земной оси : Рассуждение, напис. для получения степ. магистра канд. физ.-мат. наук. — М.: Унив. тип., 1842. — 53 с.
- Щепкин Д. М. Об источниках и формах русского баснословия. — Вып. 1—2. — М.: тип. В. Грачева и К°, 1859. — Т. 1. — 159 с.; . — 1861. — Т. 2. — 183 с.